# Kvadrike
| Nedegenerirane kvadrike (plohe drugog reda):                 | Nedegenerirane kvadrike (plohe drugog reda):                                     | Nedegenerirane kvadrike (plohe drugog reda): |
| ------------------------------------------------------------ | -------------------------------------------------------------------------------- | -------------------------------------------- |
| Elipsoid                                                     | {\displaystyle {x^{2} \over a^{2}}+{y^{2} \over b^{2}}+{z^{2} \over c^{2}}=1\,}  |                                              |
| Sferoid (specijalan slučaj elipsoida)                        | {\displaystyle {x^{2} \over a^{2}}+{y^{2} \over a^{2}}+{z^{2} \over b^{2}}=1\,}  |                                              |
| Kugla (specijalan slučaj sferoida)                           | {\displaystyle {x^{2} \over a^{2}}+{y^{2} \over a^{2}}+{z^{2} \over a^{2}}=1\,}  |                                              |
| Eliptični paraboloid                                         | {\displaystyle {x^{2} \over a^{2}}+{y^{2} \over b^{2}}-z=0\,}                    |                                              |
| Kružni paraboloid (specijalan slučaj eliptičnog paraboloida) | {\displaystyle {x^{2} \over a^{2}}+{y^{2} \over a^{2}}-z=0\,}                    |                                              |
| Hiperbolični paraboloid                                      | {\displaystyle {x^{2} \over a^{2}}-{y^{2} \over b^{2}}-z=0\,}                    |                                              |
| Spojeni hiperboloid                                          | {\displaystyle {x^{2} \over a^{2}}+{y^{2} \over b^{2}}-{z^{2} \over c^{2}}=1\,}  |                                              |
| Odvojeni hiperboloid                                         | {\displaystyle {x^{2} \over a^{2}}+{y^{2} \over b^{2}}-{z^{2} \over c^{2}}=-1\,} |                                              |
| Degenerirane kvadrike                                        |                                                                                  |                                              |
| Konus                                                        | {\displaystyle {x^{2} \over a^{2}}+{y^{2} \over b^{2}}-{z^{2} \over c^{2}}=0\,}  |                                              |
| Kružni konus (specijalan slučaj konusa)                      | {\displaystyle {x^{2} \over a^{2}}+{y^{2} \over a^{2}}-{z^{2} \over c^{2}}=0\,}  |                                              |
| Eliptični cilindar                                           | {\displaystyle {x^{2} \over a^{2}}+{y^{2} \over b^{2}}=1\,}                      |                                              |
| Kružni cilindar (specijalan slučaj eliptičnog cilindra)      | {\displaystyle {x^{2} \over a^{2}}+{y^{2} \over a^{2}}=1\,}                      |                                              |
| Hiperbolični cilindar                                        | {\displaystyle {x^{2} \over a^{2}}-{y^{2} \over b^{2}}=1\,}                      |                                              |
| Parabolični cilindar                                         | {\displaystyle x^{2}+2ay=0\,}                                                    |                                              |